# Romanel-sur-Lausanne
Romanel-sur-Lausanne är en ort och kommun i distriktet Lausanne i kantonen Vaud, Schweiz. Kommunen har 3 991 invånare (2023).